# Ah Yeah (альбом)
Ah Yeah (с англ. — «Ах Да») — второй мини-альбом южнокорейской гёрл-группы EXID. Альбом был выпущен 13 апреля 2015 года компанией Yedang Entertainment и распространен компанией Sony Music. «Up & Down» был выпущен в качестве ведущего сингла, а его заглавный трек служил последующим синглом с альбома.

## Предпосылки и релиз
4 марта 2015 года представитель лейбла EXID обратился к Star News и сказал, что группа работает над новой песней, которую планируется выпустить во вторую неделю апреля, но пока не решено, будет ли песня выпущена как сингл или с мини-альбомом. 3 апреля обложка альбома и его трек-лист просочились в интернет, что побудило Yedang выпустить сообщение на следующий день, заявив, что они примут законные меры, если утечка нанесет ущерб успеху возвращения группы.
Группа провела шоукейс на площади полдень в Мёндоне 12 апреля, во время которой они впервые исполнили «Ah Yeah» для публики.
По состоянию на октябрь 2015 года, альбом был продан в количестве 41 000 копий в Южной Корее и 7 000 копий в Японии.

## Композиции
Большинство песен были написаны Shinsadong Tiger, который был продюсером группы с момента их дебюта. Участница группы LE также участвовала в производстве альбома, соавторстве и сочинении всех песен в альбоме. Заглавный трек «Ah Yeah» — это танцевальная песня в стиле хип-хоп с повторяющимся крючком. «Pat Pat» в жанре R&B и «Without U» в стиле городского танца. Альбом также включает их предыдущий сингл «Up & Down», а также новую версию «Every Night».
Сначала песня не показывала хороших результатов в чартах, но четыре месяца спустя стала № 1 в Gaon Digital Chart после появления в Интернете фанкама участницы Хани, который стал вирусным видео на YouTube.

## Трек-лист
| №                   | Название                                       | Текст песни                           | Музыка                             | Аранжировка                       | Длительность |
| ------------------- | ---------------------------------------------- | ------------------------------------- | ---------------------------------- | --------------------------------- | ------------ |
| 1.                  | «Ah Yeah'» (아예; Aye)                         | Shinsadong Tiger, Namking Nang, LE    | Shinsadong Tiger, Namking Nang, LE | Shinsadong Tiger                  | 3:19         |
| 2.                  | «Thrilling» (아슬해; Aseulhae)                 | Shinsadong Tiger, Polar Bear, LE      | Shinsadong Tiger, Polar Bear, LE   | Shinsadong Tiger, Polar Bear      | 3:32         |
| 3.                  | «Pat Pat» (토닥토닥; Todaktodak)               | LE                                    | Shinsadong Tiger, LE               | Shinsadong Tiger, LE              | 3:51         |
| 4.                  | «With Out U»                                   | LE                                    | LE, S. Kim                         | Shinsadong Tiger, S. Kim          | 3:31         |
| 5.                  | «1M»                                           | Shinsadong Tiger, Monster Factory, LE | Shinsadong Tiger, Monster Factory  | Shinsadong Tiger, Monster Factory | 3:51         |
| 6.                  | «Up & Down» (위아래; Wiarae)                   | Shinsadong Tiger, Namking Nang, LE    | Shinsadong Tiger, Namking Nang, LE | Shinsadong Tiger                  | 3:09         |
| 7.                  | «Every Night (Version 2)» (매일 밤; Maeil Bam) | LE                                    | Shinsadong Tiger, LE               | Shinsadong Tiger                  | 4:14         |
| 8.                  | «Ah Yeah» (Instrumental)                       |                                       | Shinsadong Tiger, Namking Nang, LE | Shinsadong Tiger                  | 3:19         |
| Общая длительность: | Общая длительность:                            | Общая длительность:                   | Общая длительность:                | Общая длительность:               | 28:46        |

## Чарты

### Еженедельный чарт
| Чарты (2015)            | Высшая позиция |
| ----------------------- | -------------- |
| Республика Корея (Gaon) | 5              |
| Япония (Oricon)         | 272            |
| США (Billboard)         | 12             |

### Месячный чарт
| Чарты (2015)               | Высшая позиция |
| -------------------------- | -------------- |
| South Korean Albums (Gaon) | 10             |

## Награды и номинации

### Ежегодные музыкальные премии
| Год  | Премия                      | Категория                     | Работа | Результат |
| ---- | --------------------------- | ----------------------------- | ------ | --------- |
| 2015 | 24th Seoul Music Awards     | Bonsang (Main Prize)          | EXID   | Победа    |
| 2015 | 24th Seoul Music Awards     | High1/Mobile Popularity Award | EXID   | Номинация |
| 2015 | 24th Seoul Music Awards     | Hallyu Special Award          | EXID   | Номинация |
| 2015 | 4th Gaon Chart K-Pop Awards | Discovery of the Year — 2014  | EXID   | Победа    |

### Музыкальные программы
| Песня       | Программа                 | Дата            |
| ----------- | ------------------------- | --------------- |
| «Up & Down» | M! Countdown (Mnet)       | 8 января, 2015  |
| «Up & Down» | M! Countdown (Mnet)       | 15 января, 2015 |
| «Up & Down» | Music Bank (KBS)          | 9 января, 2015  |
| «Up & Down» | Music Bank (KBS)          | 16 января, 2015 |
| «Up & Down» | Inkigayo (SBS)            | 11 января, 2015 |
| «Up & Down» | The Show (SBS MTV)        | 13 января, 2015 |
| «Ah Yeah»   | The Show (SBS MTV)        | 21 апреля, 2015 |
| «Ah Yeah»   | Inkigayo (SBS)            | 26 апреля, 2015 |
| «Ah Yeah»   | Inkigayo (SBS)            | 3 мая, 2015     |
| «Ah Yeah»   | Show Champion (MBC Music) | 29 апреля, 2015 |
| «Ah Yeah»   | Show Champion (MBC Music) | 6 мая, 2015     |